# Giorno
Il giorno o giornata, costituita dal dì e dalla notte, come unità di misura del tempo, ha diverse accezioni. Il termine viene utilizzato generalmente per indicare il periodo richiesto dalla Terra per completare la rotazione intorno al suo asse

## Giorno siderale o sidereo
Il giorno siderale o giorno sidereo è il tempo che intercorre tra due passaggi consecutivi della medesima stella al meridiano di un determinato luogo terrestre e ha una durata di 23 ore, 56 minuti e 4,0905 secondi. Esso è il periodo del moto diurno di rotazione della sfera celeste, nonché del moto di rotazione della Terra rispetto alla posizione media delle stelle visibili. È quindi influenzato nella sua durata solo da due fattori:
- un lentissimo allungamento dovuto all'interazione mareale con la Luna;
- oscillazioni irregolari dovute a variazioni del momento d'inerzia della Terra, ad esempio per lo scioglimento stagionale di masse di ghiaccio alle alte latitudini

## Giorno solare

### Giorno solare vero
Il giorno solare vero è il tempo che intercorre tra due culminazioni consecutive del Sole su un determinato meridiano.
È leggermente più lungo di un giorno sidereo perché la Terra, mentre gira su sé stessa, orbita attorno al Sole nello stesso senso della rotazione. Ne consegue che, dopo una rotazione "assoluta", il meridiano considerato non è più rivolto esattamente verso il Sole, ma lo sarà dopo che la Terra avrà ruotato su sé stessa di un angolo uguale a quello percorso sull'orbita.
Il giorno solare vero non è costante di durata perché la velocità (anche angolare) sull'orbita ellittica varia, in base alla seconda legge di Keplero: il giorno solare vero ha quindi durata massima al perielio, attualmente in gennaio, quando la velocità di rivoluzione è maggiore, e minima all'afelio, in luglio, quando la velocità di rivoluzione è minore.

### Giorno solare medio
Il giorno solare medio, durata media dei giorni solari durante l'anno, è usato per fini civili. Il giorno solare medio è pari a 24 ore, ovvero 86 400 secondi.
A causa del lentissimo rallentamento della rotazione terrestre (negli ultimi 100 anni il giorno si è allungato di circa 1,7 millisecondi), la durata media del giorno solare vero è oggi lievemente superiore a 86 400 secondi, per cui molto lentamente il giorno astronomico "rimane indietro" rispetto a quello civile: negli ultimi decenni, in media di poco meno di un secondo all'anno. Per questo motivo, dal 1972 è stato talvolta aggiunto un secondo al termine del 30 giugno o, più spesso, del 31 dicembre, in modo da compensare questo ritardo. Questo secondo aggiuntivo è chiamato secondo bisestile, per analogia con il giorno aggiunto all'anno bisestile. Fino al 2017 incluso vi sono stati 27 secondi bisestili.

## Inizio del giorno
Oggi il giorno comincia a mezzanotte (ora indicata con "00:00", inclusa) e termina con la mezzanotte successiva (24:00, esclusa). Questo uso è dovuto al diffondersi degli orologi meccanici ed era detto "alla francese". Per praticità vi sono delle eccezioni. Per esempio nel linguaggio comune la notte di un giorno della settimana si estende sino all'alba del giorno successivo, benché il periodo dopo la mezzanotte non ne faccia parte. Analogamente molti biglietti con validità giornaliera (ad esempio quelli di mezzi pubblici) si estendono generalmente nella notte oltre la mezzanotte fino verso la mattina.
Anticamente, invece, il giorno cominciava all'alba o al tramonto. Nell'antico Egitto, in Grecia e a Roma cominciava all'alba. Giulio Cesare, invece, ci informa nel "De bello gallico" che per i Celti il giorno iniziava al tramonto. Analogamente per gli ebrei il giorno inizia non appena si riescono a vedere almeno tre stelle di seconda grandezza. L'inizio del giorno al tramonto era comune nel medioevo in tutta Europa e talvolta era considerato un uso fiorentino. Quando il giorno cominciò a essere calcolato alla francese, si cominciò a festeggiare la "vigilia" delle feste, in modo da conservare le precedenti consuetudini, nonostante l'alterazione del calendario.

## Storia della suddivisione del giorno

Schema comprensivo dei diversi momenti della giornata.

Fin da quando l'uomo cominciò ad usare la meridiana, la durata del giorno venne suddivisa in quelle che noi ora chiamiamo ore. Quindi già Babilonesi ed Egizi usavano questo sistema, che però non era uguale a quello da noi oggi conosciuto.
La suddivisione della giornata in 24 ore risale all'antico Egitto (1800-1500 a. C.); le ore del giorno erano 10, scandite dall'ombra dello gnomone della meridiana dall'alba al tramonto. Ad esse si aggiunsero altre due ore rispettivamente per l'aurora e il crepuscolo, parti del giorno nelle quali la meridiana non dava indicazioni. Le ore notturne sono scandite dal passaggio nel cielo notturno dei Decani . Le notti estive in Egitto durano otto ore, durante le quali si succedono 12 Decani che scandiscono 12 ore.  Nelle notti invernali se ne osservano un numero maggiore, ma solo i primi 12 venivano contati.  Questo complesso meccanismo ha portato alla suddivisione del giorno in 24 ore.
Greci e Romani usarono le "ore temporali": il giorno e la notte venivano ambedue suddivisi in dodici parti, cominciando rispettivamente dall'alba e dal tramonto. Così la prima ora del giorno corrispondeva all'alba, la sesta ora più o meno a mezzogiorno, la dodicesima al tramonto ed altrettanto, ma partendo dal tramonto, avveniva per la notte. Questa suddivisione basata sulle ore di luce e quelle di buio faceva sì che la durata delle ore estive non fosse uguale a quelle invernali e quella delle ore di luce era diversa dalle ore di buio. Tanto per fare un esempio, d'estate un'ora di luce poteva durare 80 minuti e 40 invece quella di buio.
I Romani usavano anche suddividere giorno e notte in quattro parti di tre ore ciascuno. La Chiesa abbinò varie ore della giornata (ore canoniche) a determinati momenti di preghiera, per cui si avevano:
- Mattutino o Lodi: all'alba
- Prima: al levar del sole
- Terza: a metà del mattino
- Sesta: a mezzogiorno
- Nona: alla nona ora a metà del pomeriggio
- Vespri: al tramonto
- Compieta: un'ora dopo il tramonto
- Notturno: trascorsi gli otto dodicesimi della notte

Tutte queste ore, a parte quella del Notturno, venivano annunciate dal suono delle campane che, con l'andar del tempo, assunsero proprio la funzione di orologio pubblico.
Nel XIV secolo arrivano i primi orologi meccanici e con loro si comincia a contare le ore da una a ventiquattro, dal tramonto al tramonto successivo (almeno in Italia, Boemia, Slesia e Polonia), punto di partenza che variava nel corso dell'anno. Anche le campane, almeno nelle città, si adeguarono a questa suddivisione, che venne denominata "ore solari all'italiana" o "ore boeme". Essendo basati al momento in cui il sole tramonta, variabile di giorno in giorno, gli orologi dovevano esser regolati periodicamente per adeguarli all'ora di partenza.
Nel resto dell'Europa, a partire dalla Francia, con l'avvento degli orologi il giorno venne invece suddiviso in due periodi di 12 ore uguali, che partivano a mezzogiorno e a mezzanotte (ora "alla francese" o "all'oltramontana"). In questo modo la durata del giorno era costante e gli orologi non richiedevano correzioni quotidiane. L'introduzione in Italia di questo sistema avvenne in modo graduale e con molte opposizioni. Venne introdotto a Firenze nel 1749, a Parma nel 1755, a Genova nel 1772 e a Milano nel 1786. Ci volle l'occupazione francese per imporlo al resto della penisola, ma ancora nel XIX secolo era da qualcuno utilizzato il sistema precedente.